# NCAA女子バレーボール選手権
NCAA女子バレーボール選手権（NCAAじょしバレーボールせんしゅけん）は、全米大学体育協会（略称:NCAA）が毎年12月頃に開催する、アメリカ合衆国内の女子大学生バレーボール選手権である。選手権はレベルによりディビジョン1からディビジョン3の3クラスに分かれるが、本項ではディビジョン1の選手権について述べる。

## 歴史
NCAAが女子学生アスリートを統括する以前の1970年から1980年までは、AIAW（女子学生アスリート協会）が単独で主催するAIAW選手権（英語版）の一競技として実施されていた。
NCAAは1981/82年度からAIAWと競合する形で、12競技をNCAA選手権の一部を組み入れた。バレーボール競技もその中のひとつである。AIAWは1981年も選手権を実施したが、結局はNCAAが勝利する形で決着した。

## 結果

### 優勝・準優勝チーム
本節は、ディビジョン1における各年の優勝チーム・準優勝チームを一覧としたものである。
| No. | 年度 | 開催地                            | 優勝チーム             | 準優勝チーム           |
| --- | ---- | --------------------------------- | ---------------------- | ---------------------- |
| 1   | 1981 | ロサンゼルス                      | 南カリフォルニア大学   | UCLA                   |
| 2   | 1982 | ストックトン                      | ハワイ大学             | 南カリフォルニア大学   |
| 3   | 1983 | レキシントン                      | ハワイ大学             | UCLA                   |
| 4   | 1984 | ロサンゼルス                      | UCLA                   | スタンフォード大学     |
| 5   | 1985 | カラマズー                        | パシフィック大学       | スタンフォード大学     |
| 6   | 1986 | ストックトン                      | パシフィック大学       | ネブラスカ大学         |
| 7   | 1987 | インディアナポリス                | ハワイ大学             | スタンフォード大学     |
| 8   | 1988 | ミネアポリス                      | テキサス大学           | ハワイ大学             |
| 9   | 1989 | ホノルル                          | カリフォルニア州立大学 | ネブラスカ大学         |
| 10  | 1990 | カレッジパーク （メリーランド州） | UCLA                   | パシフィック大学       |
| 11  | 1991 | ロサンゼルス                      | UCLA                   | カリフォルニア州立大学 |
| 12  | 1992 | アルバカーキ                      | スタンフォード大学     | UCLA                   |
| 13  | 1993 | マディソン                        | カリフォルニア州立大学 | ペンシルベニア州立大学 |
| 14  | 1994 | オースティン                      | スタンフォード大学     | UCLA                   |
| 15  | 1995 | アマースト                        | ネブラスカ大学         | テキサス大学           |
| 16  | 1996 | クリーブランド                    | スタンフォード大学     | ハワイ大学             |
| 17  | 1997 | スポケーン                        | スタンフォード大学     | ペンシルベニア州立大学 |
| 18  | 1998 | マディソン                        | カリフォルニア州立大学 | ペンシルベニア州立大学 |
| 19  | 1999 | ホノルル                          | ペンシルベニア州立大学 | スタンフォード大学     |
| 20  | 2000 | リッチモンド                      | ネブラスカ大学         | ウィスコンシン大学     |
| 21  | 2001 | サンディエゴ                      | スタンフォード大学     | カリフォルニア州立大学 |
| 22  | 2002 | ニューオーリンズ                  | 南カリフォルニア大学   | スタンフォード大学     |
| 23  | 2003 | ダラス                            | 南カリフォルニア大学   | フロリダ大学           |
| 24  | 2004 | ロングビーチ                      | スタンフォード大学     | ミネソタ大学           |
| 25  | 2005 | サンアントニオ                    | ワシントン大学         | ネブラスカ大学         |
| 26  | 2006 | オマハ                            | ネブラスカ大学         | スタンフォード大学     |
| 27  | 2007 | サクラメント                      | ペンシルベニア州立大学 | スタンフォード大学     |
| 28  | 2008 | オマハ                            | ペンシルベニア州立大学 | スタンフォード大学     |
| 29  | 2009 | タンパ                            | ペンシルベニア州立大学 | テキサス大学           |
| 30  | 2010 | カンザスシティ                    | ペンシルベニア州立大学 | UCバークレー           |
| 31  | 2011 | サンアントニオ                    | UCLA                   | イリノイ大学           |
| 32  | 2012 | ルイビル                          | テキサス大学           | オレゴン大学           |
| 33  | 2013 | シアトル                          | ペンシルベニア州立大学 | ウィスコンシン大学     |
| 34  | 2014 | オクラホマシティ                  | ペンシルベニア州立大学 | ブリガムヤング大学     |
| 35  | 2015 | オマハ                            | ネブラスカ大学         | テキサス大学           |
| 36  | 2016 | コロンバス                        | スタンフォード大学     | テキサス大学           |
| 37  | 2017 | カンザスシティ                    | ネブラスカ大学         | フロリダ大学           |
| 38  | 2018 | ミネアポリス                      | スタンフォード         | ネブラスカ             |
| 39  | 2019 | ピッツバーグ                      | スタンフォード         | ウィスコンシン         |
| 40  | 2020 | オマハ                            | ケンタッキー           | テキサス               |
| 41  | 2021 | コロンバス                        | ウィスコンシン大学     | ネブラスカ             |
| 42  | 2022 | オマハ                            | テキサス大学           |                        |
| 43  | 2023 | タンパベイ                        | テキサス大学           | ネブラスカ             |

※カリフォルニア大学ロサンゼルス校はUCLAと略記した。

### MOP
NCAAでは1991年に初めてMOP賞（Most Outstanding Player = 最も傑出した選手）を選出した。翌年から中止されたが1996年に復活した。
| No. | 年度 | 選手名                           | 所属大学               |
| --- | ---- | -------------------------------- | ---------------------- |
| 1   | 1991 | ナタリー・ウイリアムズ（英語版） | UCLA                   |
| 1   | 1991 | Antoinnette White                | カリフォルニア州立大学 |
| 2   | 1996 | ケリー・ウォルシュ               | スタンフォード大学     |
| 3   | 1997 | Terri Zemaitis                   | ペンシルベニア州立大学 |
| 4   | 1998 | ミスティ・メイ                   | カリフォルニア州立大学 |
| 4   | 1998 | Lauren Cacciamani                | ペンシルベニア州立大学 |
| 5   | 1999 | Lauren Cacciamani                | ペンシルベニア州立大学 |
| 6   | 2000 | Greichaly Cepero                 | ネブラスカ大学         |
| 7   | 2001 | ローガン・トム                   | スタンフォード大学     |
| 8   | 2002 | Keao Burdine                     | 南カリフォルニア大学   |
| 9   | 2003 | Keao Burdine                     | 南カリフォルニア大学   |
| 10  | 2004 | オガナ・ナマニ                   | スタンフォード大学     |
| 11  | 2005 | Christal Morrison                | ワシントン大学         |
| 12  | 2006 | サラ・パバン                     | ネブラスカ大学         |
| 13  | 2007 | メーガン・ホッジ                 | ペンシルベニア州立大学 |
| 14  | 2008 | メーガン・ホッジ                 | ペンシルベニア州立大学 |
| 15  | 2010 | デスティニー・フッカー           | テキサス大学           |
| 16  | 2011 | Rachael Kidder                   | UCLA                   |
| 17  | 2012 | Bailey Webster                   | テキサス大学           |
| 18  | 2013 | マイカ・ハンコック               | ペンシルベニア州立大学 |
| 19  | 2014 | メーガン・コートニー             | ペンシルベニア州立大学 |
| 20  | 2015 | Mikaela Foecke                   | ネブラスカ大学         |
| 21  | 2016 | Inky Ajanaku                     | スタンフォード大学     |
| 22  | 2017 | Kelly Hunter Mikaela Foecke      | ネブラスカ大学         |

※カリフォルニア大学ロサンゼルス校はUCLAと略記した。

### 記録
- 最大観客数 - 17,430人（2008年準決勝）
- 最小観客数 - 2,000人（1983年）
- 第一シード校優勝（※） - 2002年、2003年、2006年、2008年、2009年
- 最低シード校が優勝 - 2004年 スタンフォード大学（第11シード）
- 最低シード校が決勝進出 - 2013年 ウィスコンシン大学（第12シード）
- 第一シード校が第二シード校を破り優勝（※） - 2002年、2006年、2008年、2009年
- 最多優勝 - スタンフォード大学（9回）
- 連続優勝 - ペンシルベニア州立大学（4年連続、2007-2010年）
- 最多優勝監督 - ラッセル・ローズ（英語版）7回（ペンシルベニア州立大学）
- 最多優勝カンファレンス - Pac-12（14回）
- 連続優勝カンファレンス - Pac-12（5年連続）
- 最多決勝進出 - スタンフォード大学（14回）
- シーズン無敗記録校 - カリフォルニア州立大学ロングビーチ校（1998年）、ネブラスカ大学（2000年）、南カリフォルニア大学（2003年）、ペンシルベニア州立大学（2008年・2009年）
- 最多出場 - ペンシルバニア州立大学（42回、皆勤賞）

※2001年以後のデータ。本節の出典： 